# Apollo Arrow
Pour les articles homonymes, voir Apollo.
L'Apollo Arrow est un concept-car à deux places construit par la société allemande Apollo Automobil. Il a été présenté au salon international de l'automobile de Genève 2016.

## Production
L'Arrow a été co-développé par Scuderia Cameron Glickenhaus (SCG) et Apollo Automobil, tandis que Roland Gumpert était le PDG d'Apollo. Il était prévu qu'une version de production soit construite par la société italienne MAT, la société qui fabrique le SCG 003C. Selon SCG, une version de production de l’Arrow comprendrait une version de l’Arrow avec un moteur V12, portant le nom de code Titan, en 2017, suivie d’une version routière appelée Apollo S avec un moteur V8 à turbocompresseur double. Les deux modèles «utiliseront la technologie de châssis développée pour le SCG003C». Cependant, en 2018, aucun des deux modèles n’a atteint le stade de production.

## Caractéristiques
L'Apollo Arrow est propulsé par un moteur V8 bi-turbocompressé de 4,0 litres produisant 986 chevaux . La puissance est transmise aux roues arrière par une transmission manuelle séquentielle à 7 vitesses. L'Arrow compote un treillis tubulaire en acier chromoly, associé à une coque en fibre de carbone, dont la conception est une version modifiée de celle utilisée dans le premier Gumpert Apollo, puis dans le concept Apollon de 2016. Apollo Automobil affirme que la voiture pèse moins de 1 300 kg.

## Culture populaire
- Dans la mise à jour du jeu On trace à San Andreas de GTA: Online, l'Apollo Arrow apparait sous le nom d'Overflood Tyrant et on peut l'obtenir pour 2 515 000 GTA$[5].

## Galerie

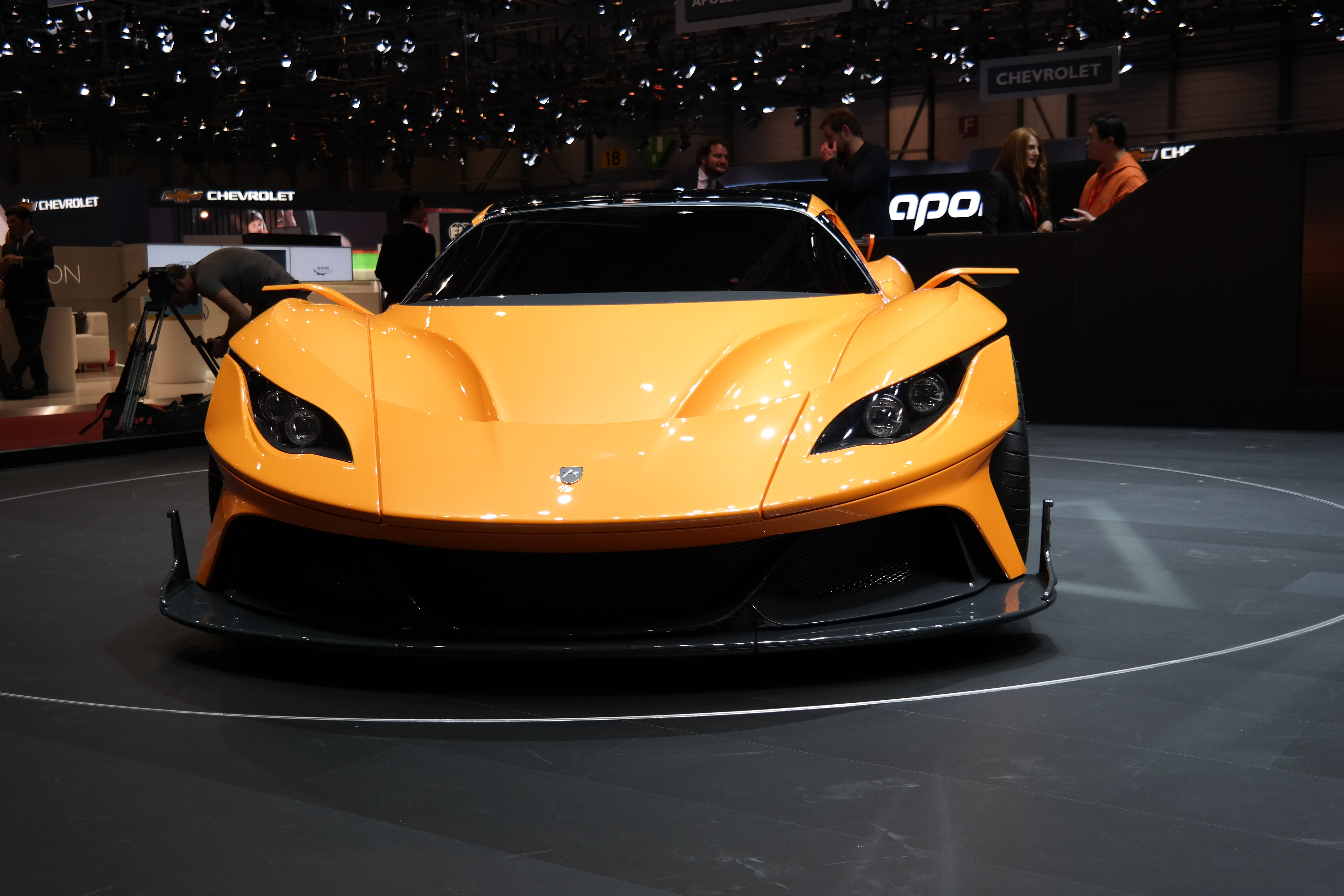
Vue de face.
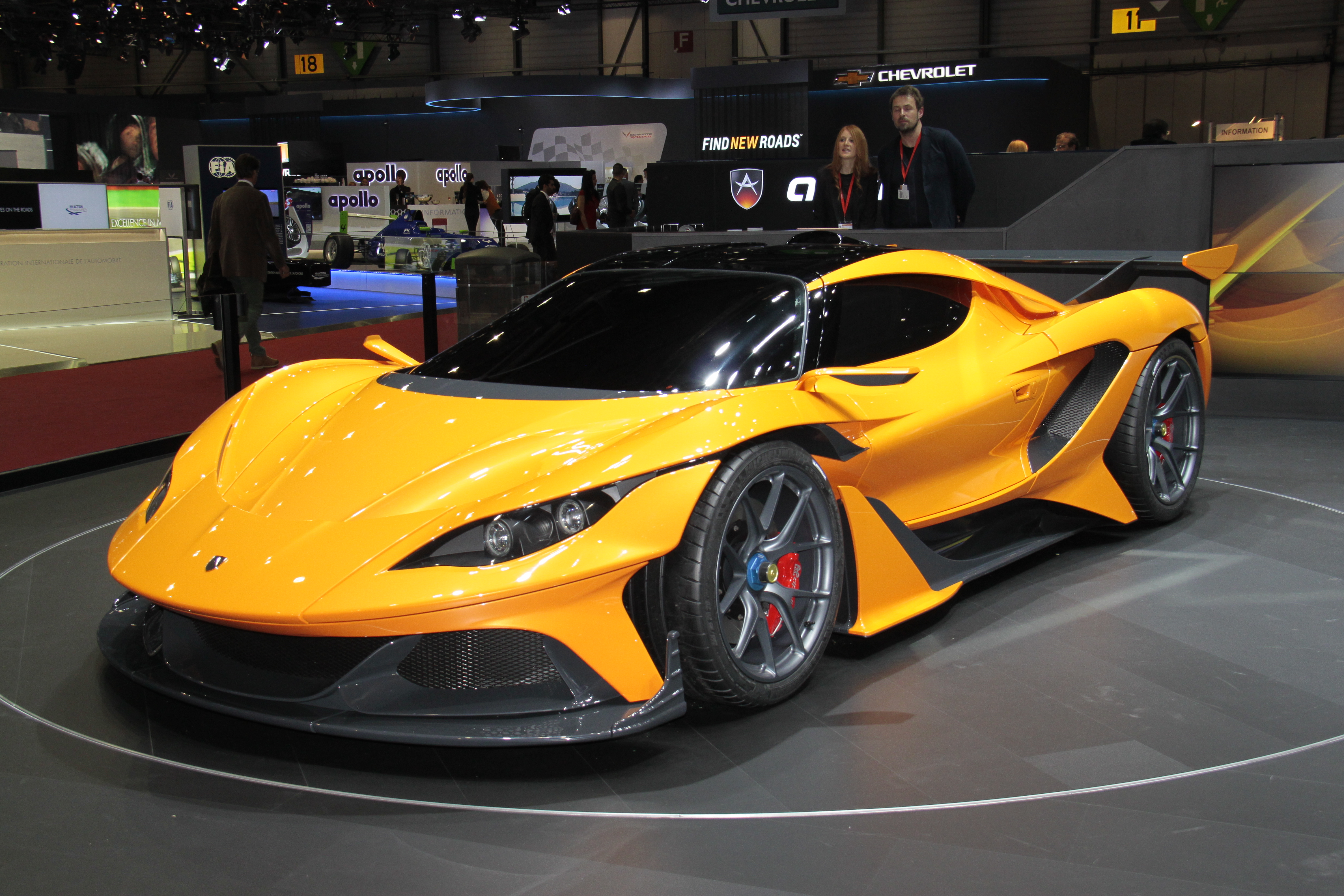
Vue du côté gauche.
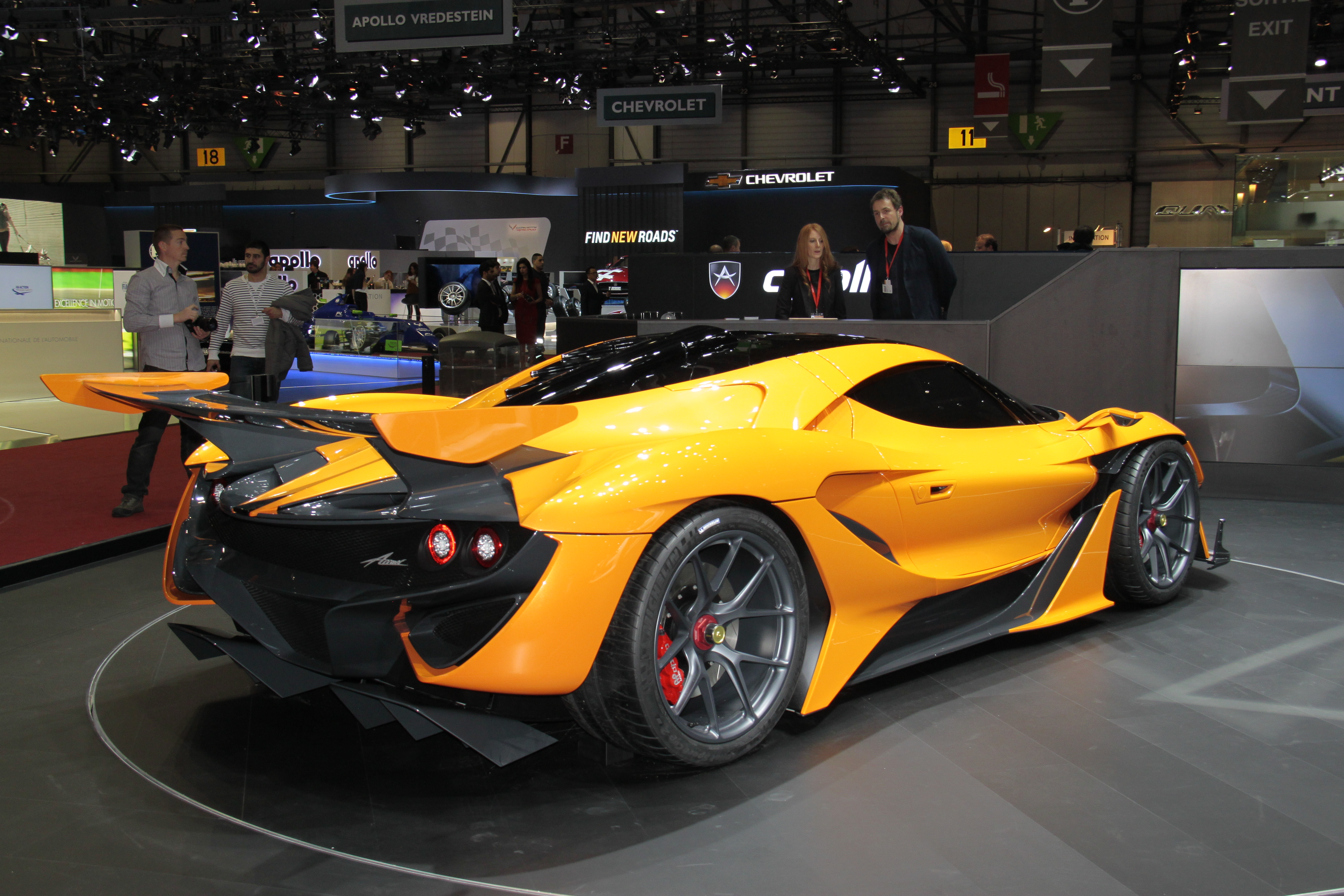
Vue arrière.
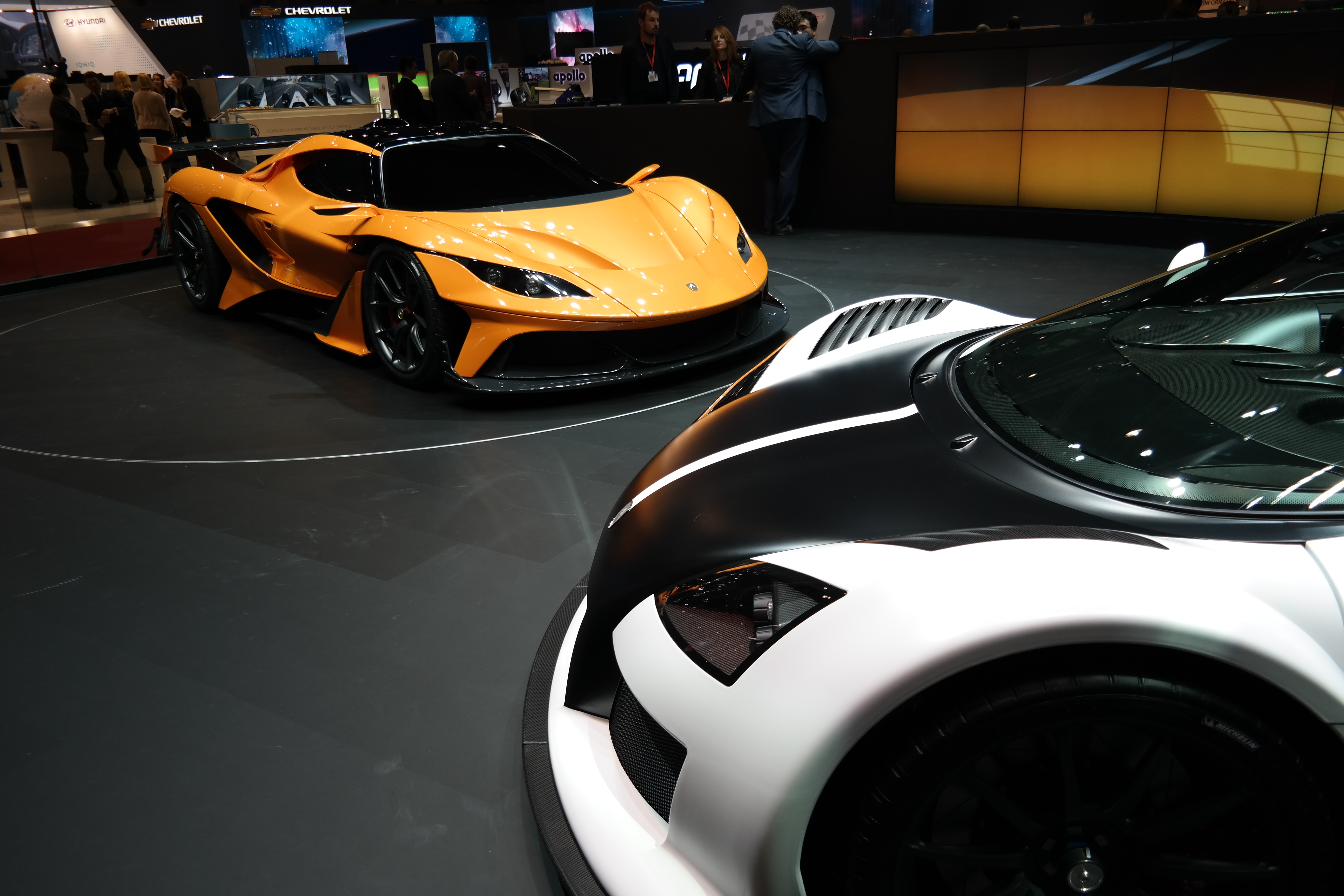
Vue d'un Apollo Arrow, avec au premier plan une Gumpert Apollo.